# Baltimore Ravens 2006
La stagione 2006 dei Baltimore Ravens è stata l'11ª della franchigia nella National Football League. Per la prima volta vinse tutte le prime quattro partite e terminò la stagione con un record di squadra di 13 vittorie.

## Calendario

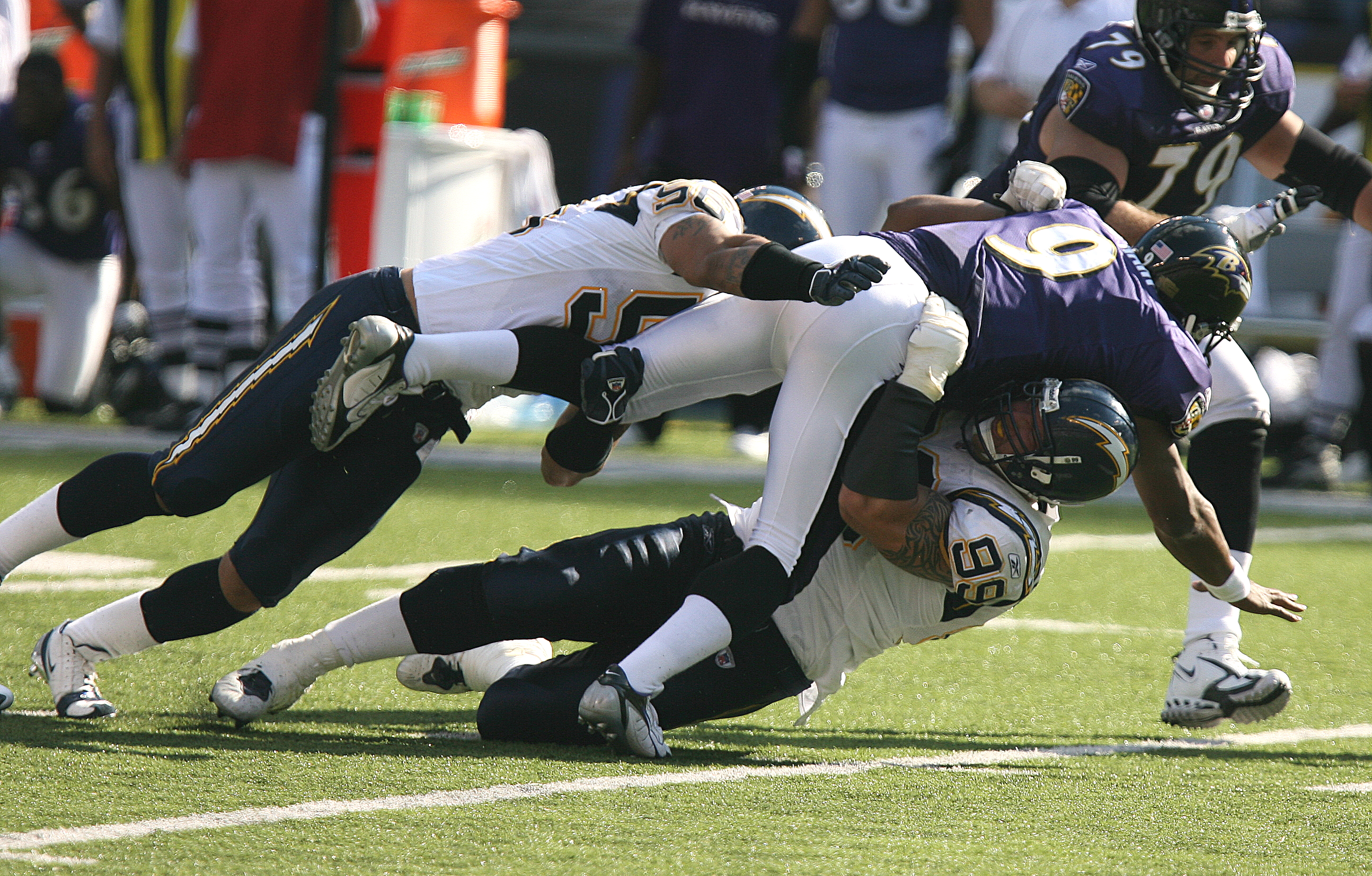
Steve McNair placcato nella settimana 4 contro i Chargers.

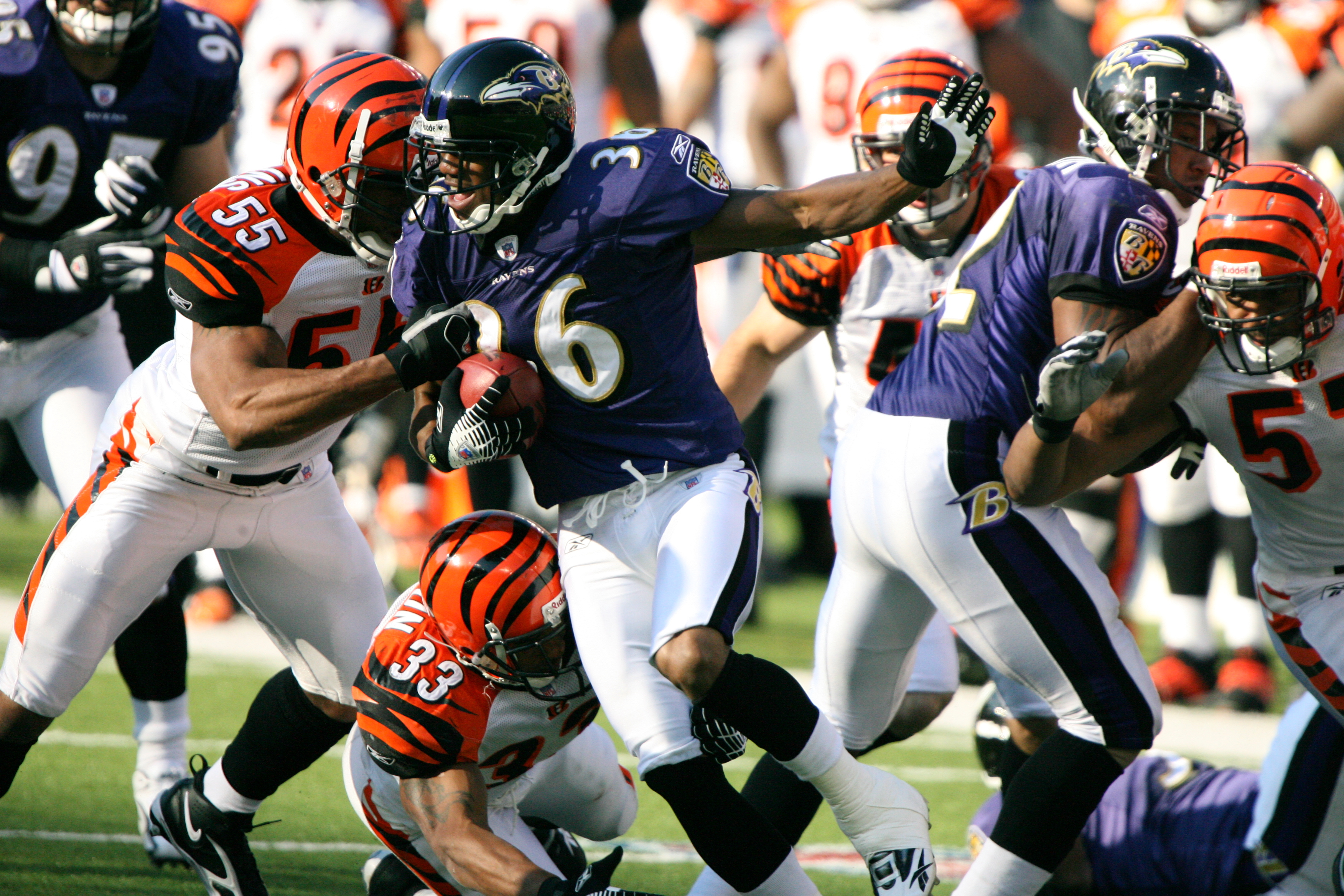
La partita della settimana 8 contro i Bengals

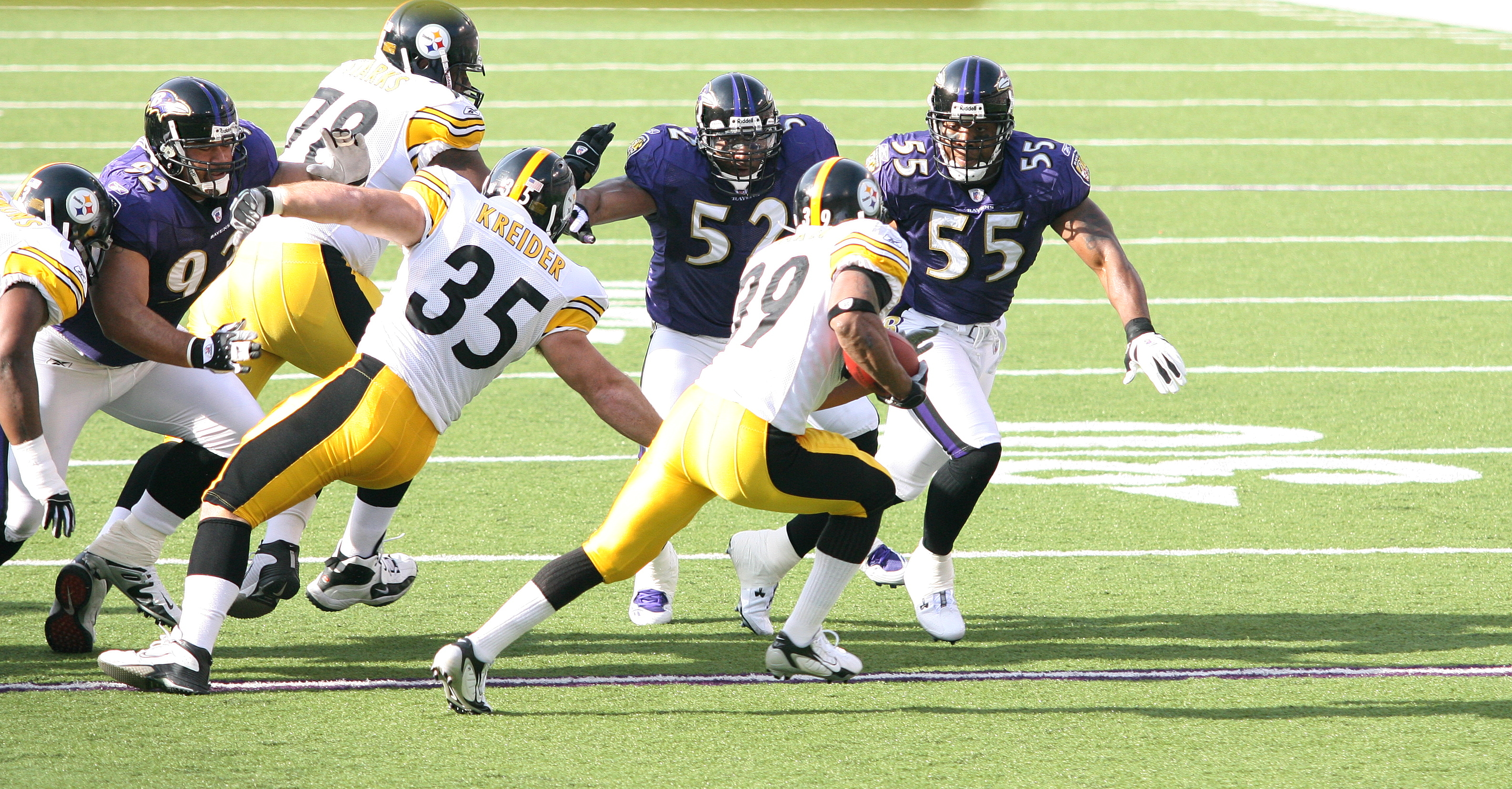
La partita della settimana 12 contro gli Steelers.

### Stagione regolare
| Turno | Data               | Avversario              | Risultato          | Record             | Pubblico           |                    |
| ----- | ------------------ | ----------------------- | ------------------ | ------------------ | ------------------ | ------------------ |
| 1     | 10/9/2006          | at Tampa Bay Buccaneers | V 27–0             | 1–0–0              | 65,087             |                    |
| 2     | 17/9/2006          | Oakland Raiders         | V 28–6             | 2–0–0              | 70,744             |                    |
| 3     | 24/9/2006          | at Cleveland Browns     | V 15–14            | 3–0–0              | 72,474             |                    |
| 4     | 1/10/2006          | San Diego Chargers      | V 16–13            | 4–0–0              | 70,743             |                    |
| 5     | 9/10/2006          | at Denver Broncos       | S 13–3             | 4–1–0              | 76,355             |                    |
| 6     | 15/10/2006         | Carolina Panthers       | S 23–21            | 4–2–0              | 70,762             |                    |
| 7     | Settimana di pausa | Settimana di pausa      | Settimana di pausa | Settimana di pausa | Settimana di pausa | Settimana di pausa |
| 8     | 29/10/2006         | at New Orleans Saints   | V 35–22            | 5–2–0              | 69,152             |                    |
| 9     | 5/11/2006          | Cincinnati Bengals      | V 26–20            | 6–2–0              | 70,792             |                    |
| 10    | 12/11/2006         | at Tennessee Titans     | V 27–26            | 7–2–0              | 69,143             |                    |
| 11    | 19/11/2006         | Atlanta Falcons         | V 24–10            | 8–2–0              | 70,790             |                    |
| 12    | 26/11/2006         | Pittsburgh Steelers     | V 27–0             | 9–2–0              | 70,946             |                    |
| 13    | 30/11/2006         | at Cincinnati Bengals   | S 13–7             | 9–3–0              | 65,973             |                    |
| 14    | 10/12/2006         | at Kansas City Chiefs   | V 20–10            | 10–3–0             | 77,232             |                    |
| 15    | 17/12/2006         | Cleveland Browns        | V 27–17            | 11–3–0             | 70,857             |                    |
| 16    | 24/12/2006         | at Pittsburgh Steelers  | V 31–7             | 12–3–0             | 63,224             |                    |
| 17    | 31/12/2006         | Buffalo Bills           | V 19–7             | 13–3–0             | 70,913             |                    |

### Playoff
| Turno      | Data                                      | Avversario                                | Risultato                                 | Pausa                                     |
| ---------- | ----------------------------------------- | ----------------------------------------- | ----------------------------------------- | ----------------------------------------- |
| Wild Card  | Qualificati direttamente al secondo turno | Qualificati direttamente al secondo turno | Qualificati direttamente al secondo turno | Qualificati direttamente al secondo turno |
| Divisional | 13/1                                      | Indianapolis Colts                        | S 15–6                                    | 71,162                                    |